# Közérdekű munka
A közérdekű munka a magyar büntetőjogban a büntetőbíróság által kiszabható büntetés, amelynek értelmében a közérdekű munkára ítélt személy köteles a részére meghatározott munkát hetenként legalább egy napon, a heti pihenőnapon vagy a szabadnapján díjazás nélkül végezni.

## Története
A magyar büntetőjogba először az 1950. évi II. tv. (a Btá.) hozta be az első ilyen típusú intézkedést, a javító-nevelő munkát. Alkalmazásának akkor volt helye, ha a büntetés célja szabadságelvonás nélkül is elérhetőnek látszott, és a törvény öt évi szabadságvesztést meg nem haladó börtönnel büntette az adott cselekményt. Az intézkedés egy hónaptól két évig tartott, és az elítélt csökkentett munkadíjban részesült. Kiszabni csak állami vállalatnál illetve állami gazdaságnál munkaviszonyban lévő személyekkel szemben lehetett.
Az 1961. évi Btk. a főbüntetések között helyezte el a javító-nevelő munkát. A Különös Részben több helyen fordult elő, mint alternatív büntetés, és a büntetés enyhítése kapcsán is alkalmazható volt. Legrövidebb tartama 3 hónap, leghosszabb tartama halmazati és összbüntetés esetén is csak 2 év volt. 1971-ben az 1971. évi 28. tvr. rendelkezett ugyan a javító-nevelő munka speciális munkatelepen való végrehajtásáról, de ez a gyakorlatban sosem érvényesült, ráadásul maga a munkabüntetés is egyre inkább teret vesztett. Maga az 1978-as Btk. is fenntartotta hatályában a korábbi, egyre kevésbé alkalmazott büntetést. Érdemi változás az 1987. évi III. törvénnyel történt, amely a javító-nevelő munka mellett bevezette a közérdekű munka fogalmát.
1993-ban azonban végleg megszűnt a javító-nevelő munka. Ennek főbb indokai az alábbiak voltak:
- Nem vált általánosan alkalmazhatóvá és nem tisztázódott, hogy milyen elkövetői körrel szemben célszerű alkalmazni.
- Nem érvényesült az eredeti cél, azaz a végrehajtás során a munkahelyi kollektíva pozitív, javító ráhatása.
- A javító-nevelő munkát a bíróságok és az elítéltek is inkább részletekben törlesztendő pénzbüntetésnek tekintették, néhány munkajogi hátránnyal. Ugyanis az elítélt munkabérének egy részét az állam levonta.
- Sok volt a végrehajtás során a formalitás.
- A büntetési nem sajátossága volt a szocialista rendszerhez való alkalmazkodás. A piacgazdaságban kiszabása szinte lehetetlenné vált (hiszen privatizált gazdasági egységeket nem kötelezhettek arra, hogy valaki náluk büntetésként munkát végezzen).

## A hatályos jogszabály
1993-tól kezdve tehát csak a közérdekű munka létezik, melyet azóta néhányszor módosítottak. A 2012. évi C. törvény szerinti, jelenleg hatályos szabály szerint a közérdekű munka tartamát órákban kell meghatározni, annak legkisebb mértéke negyvennyolc, legnagyobb mértéke háromszáztizenkettő óra. A közérdekű munkát az elítélt, ha törvény eltérően nem rendelkezik, hetente legalább egy napon - a heti pihenőnapon vagy a szabadidejében -, díjazás nélkül végzi. A közérdekű munkára ítélt köteles a számára meghatározott munkát elvégezni. Az elkövető olyan munka végzésére kötelezhető, amelyet - figyelemmel egészségi állapotára és képzettségére - előreláthatóan képes elvégezni. Ha az elítélt a számára meghatározott munkát önhibájából nem végzi el, a közérdekű munkát vagy annak hátralévő részét szabadságvesztésre kell átváltoztatni. A közérdekű munka helyébe lépő szabadságvesztést büntetés-végrehajtási intézetben, fogház fokozatban kell végrehajtani. A közérdekű munka helyébe lépő szabadságvesztés három hónapnál rövidebb is lehet. Ha az elítéltet a közérdekű munkára ítélés után elkövetett bűncselekmény miatt végrehajtandó szabadságvesztésre ítélik, és a közérdekű munka büntetést még nem hajtották végre, a közérdekű munkát vagy annak hátralévő részét szabadságvesztésre kell átváltoztatni úgy, hogy négy óra közérdekű munkának egynapi szabadságvesztés felel meg. Az átváltoztatás után fennmaradó közérdekű munkának egynapi szabadságvesztés felel meg.
Közérdekű munka kiszabására akkor is lehetőség van, ha a büntetés enyhítésének lehet helye (Btk. 82.§.), és a büntetési tétel alsó határa egyévi szabadságvesztés.
A kiszabott közérdekű munkába be kell számítani a letartóztatásban illetve bűnügyi felügyeletben töltött időt is (1 nap = 4 óra közérdekű munka).

## Speciális szabályok
A törvény értelmében fiatalkorúval szemben közérdekű munkát csak akkor lehet kiszabni, ha az ügydöntő határozat meghozatalakor a 16. életévét betöltötte. Javítóintézeti nevelés mellett nem szabható ki.
Katonával szemben szolgálati viszonyának fennállása alatt nem szabható ki.

## A közérdekű munka végrehajtása
A közérdekű munka végrehajtásáról a pártfogó felügyelői szolgálat gondoskodik. A kijelölt munkahellyel a közérdekű munka tartamára nem létesül munkaviszony, az elítélt a munkát büntetés-végrehajtási jogviszony keretében végzi. A közérdekű munka végrehajtása során a napi munkaidő legalább négy óra, legfeljebb tizenkét óra. A közérdekű munkavégzés heti időtartama legalább négy óra, de a negyvennyolc órát nem haladhatja meg. A letöltött közérdekű munkát órákban kell nyilvántartani.
A közérdekű munkát az első munkahely kijelöléséről szóló határozat végrehajthatóságától számított két éven belül végre kell hajtani. Ha két éven belül a közérdekű munkát az elítélt önhibájából nem végzi el, a pártfogó felügyelő jelentést készít, és kezdeményezi az ügyészségnél a közérdekű munka szabadságvesztésre való átváltoztatásának indítványozását. Ebbe a határidőbe nem számít bele a félbeszakítás, a végrehajtás megszakítása, más közérdekű munka, a helyébe lépő szabadságvesztés illetve elzárás végrehajtásának időtartama.
Az elítélt jogosult, ha a munkakör jellege indokolja, a munkahely által biztosított munkaruházatra és egyéni védőeszköz-ellátásra, továbbá munkahelyi vagy üzemi baleset esetén a külön törvény szerinti baleseti ellátásként baleseti egészségügyi szolgáltatásra. A kárfelelősségre a Munka Törvénykönyvének szabályai vonatkoznak.
A munkahely kijelölésére a pártfogó felügyelő az elítélt lakóhelye alapján kerít sort, az eljárás során az elítéltet személyesen meghallgatja és felhívja a szükséges dokumentumok (szakképzettséget igazoló dokumentum, egészségi állapotot igazoló orvosi dokumentum stb.) becsatolására. Ha szükséges, foglalkoztathatósági szakvéleményt is készíttet, melyen az elítélt megjelenése kötelező. A közérdekű munka elvégzését a pártfogó felügyelő rendszeresen ellenőrzi, úgy az elítélt, mint a munkahely vonatkozásában.
Különösen fontos, méltányolható okból a büntetés-végrehajtási bíró a végrehajtást félbeszakíthatja, évente maximum 60 napra, kivéve várandós nők illetve egészségi állapotukban hirtelen megváltozott személyek esetén.

## Szigorított javító-nevelő munka
Az 1984. évi 19. tvr. vezette be ezt a sajátos főbüntetést. A miniszteri indoklás szerint a munkakerülő, parazita életmódot folytató személyek személyi szabadság korlátozásával együtt járó rendszeres munkára szoktatása, illetve munkára kötelezése volt a büntetési nem célja. Közvetlen elődjeként a Csemegi-kódexből már ismert dologház intézménye volt.
A büntetést csak a közveszélyes munkakerülés vétsége miatt lehetett kiszabni, éspedig vagylagosan, alternatív büntetésként, azaz meglehetősen szokatlan módon került kodifikálásra. 1987-ben az 1987. évi III. törvény kiszélesítette az alkalmazási kört olyan cselekményekre is, melyeknél az elkövető élősdi, munkakerülő életmódja a motívum (pl. tartás elmulasztása, üzletszerű kéjelgés és annak elősegítése, lopás, csalás, üzérkedés, tiltott szerencsejáték szervezése, orgazdaság, kitartottság, kerítés).
A büntetési nem három kötelezettséget írt elő az elítélt számára.
- Munkavégzési kötelezettség a kijelölt munkahelyen, nem munkaviszony, hanem büntetés-végrehajtási jogviszony alapján.
- Kijelölt helységben tartózkodásra kötelezés.
- Kijelölt intézetben vagy szálláson lakás és annak rendjének betartása.

Tartama legalább egy év, legfeljebb (halmazati és összbüntetés esetén) 3 év lehetett. Fiatalkorúval valamint szolgálati jogviszonyban álló katonával szemben nem volt kiszabható. Szabadságvesztésre átváltoztatása lehetséges volt.
Mivel a szigorított javító-nevelő munka félszabad büntetés-végrehajtás helyett inkább fogház fokozatú szabadságvesztésnek felelt meg, és a végrehajtásában is komoly problémák merültek fel, ezért 1993-ban kiiktatták a büntetőjogból.